# Typhlotanais plebejus
Typhlotanais plebejus är en kräftdjursart som beskrevs av Hansen 1913. Typhlotanais plebejus ingår i släktet Typhlotanais och familjen Nototanaidae. Inga underarter finns listade i Catalogue of Life.